# Mutua Madrileña

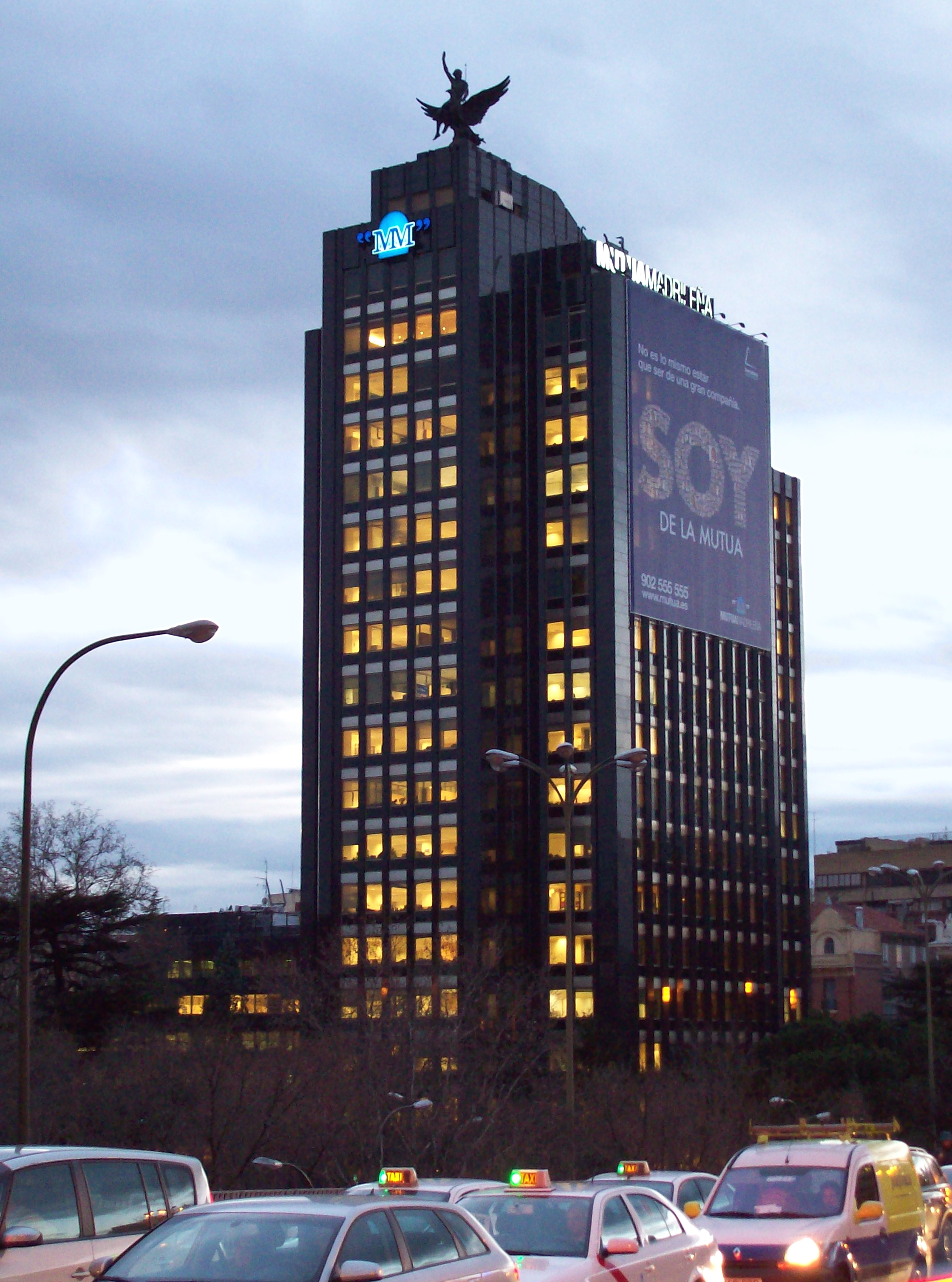
Edificio de las oficinas de Mutua Madrileña en Madrid.

El Grupo Mutua Madrileña, más conocido como Mutua Madrileña o simplemente La Mutua, es un grupo de empresas españolas que operan en diversos ámbitos de actividad: seguros, gestión de activos patrimoniales e inmobiliario. Mutua Madrileña fue la primera sociedad del grupo en crearse. Su estatus jurídico es el de mutua de seguros. Fue fundada el 13 de marzo de 1930 y durante el siglo xx centró sus actividades en Madrid. Ignacio Garralda preside la compañía desde el 22 de enero de 2008.
El Grupo Mutua Madrileña cuenta con más de 20 millones de asegurados y clientes repartidos en los diferentes ramos de actividad. Inicialmente, operaba exclusivamente en el ramo de autos, pero en 2002 comenzó a diversificar su negocio y ya es una empresa multirramo presente en automóviles, motos, vida, salud, defensa jurídica, hogar, decesos, enfermedad, asistencia, accidentes y fondos de inversión y de pensiones, entre otros.
En 2011 compró el 50% de SegurCaixa Adeslas, la compañía líder de seguros de salud de España. Con una inversión de más de 1 000 millones de euros, la compra se convirtió en la mayor operación de bancaseguros que se ha llevado a cabo en España.
En 2015 Mutua se convierte en una empresa internacional con la adquisición del 40% del BCI, principal aseguradora No Vida de Chile, participación que se elevó al 60% en 2020.En 2019, por su parte, adquirió el 45% de Seguros del Estado, la segunda compañía del mercado de seguros No Vida en Colombia y que también tiene presencia en seguros de Vida.
En 2018, Mutua comienza la diversificación de su negocio patrimonial. A finales de ese año anunció la adquisición del 30% de EMD, gestora de fondos independiente y especializada en renta variable y del 50,01% de Alantra Wealth Management,especializada en banca privada. A cierre de 2023, las participaciones en estas compañías superaban el 70% en ambos casos.
En 2020, Mutua anuncia la adquisición de un 20% de Alantra Asset Management, la división de gestión de activos alternativos del Grupo Alantra, y de un 40% de Orienta Capital SGIIC, gestora especializada en grandes patrimonios.
En 2021, el Grupo Mutua cerró la alianza estratégica con El Corte Inglés, por la que Mutua compraba por 550 millones el 50,01% de cada una de las dos sociedades que desarrollan la actividad aseguradora de El Corte Inglés: SECI (Aseguradora de Vida y Accidentes) y CESS (agencia de seguros vinculada).Esta firma permite a ambas compañías crecer y ofrecer a los clientes del grupo de distribución una mejor propuesta de seguros y fondos de inversión. 

## Filiales
El Grupo Mutua Madrileña está formado por diversas empresas, especializadas en diversos ámbitos: asistencia y servicios para el conductor (Autoclub Mutua), seguros de salud (SegurCaixa Adeslas), hogar (MM Hogar), gestión de patrimonios (Mutuactivos), etc. Cuenta también con un área especializada en la gestión de activos inmobiliarios. 

### Mutuactivos - Gestión de Activos
Es la primera gestora de fondos de inversión independiente de grupos bancarios de España. A cierre de 2023 superó los 11.000 millones de euros en activos administrados, entre fondos de inversión, planes de pensión y seguros de ahorro. En fondos de inversión, gestionaba un patrimonio superior a los 9.000 millones de euros a cierre de 2023. En planes de pensiones, por su parte, Mutuactivos ha conseguido incrementar su volumen de patrimonio gestionado hasta casi alcanzar los 700 millones.
En 2017, Mutuactivos fue elegida como la Mejor Gestora de Renta Fija de España, en la última edición de los Premios Expansión-Allfunds. Además, a lo largo de ese año (2017), Mutuactivos colocó cuatro de sus fondos de renta fija entre los diez más rentables de todo el mercado español.
En 2023, Mutuactivos volvió a ser elegida como la Mejor Gestora de Fondos de Inversión en la edición de los Premios Expansión-Allfuds. A este, se suman otros galardones como el reconocimiento de Mutuafondo España, FI como Mejor Fondo de Renta Variable en los Premios Morningstar 2023 o los reconocimientos como Mejor Gestora y Mejor Equipo de Renta Variable recibido de los Premio Citywire 2023.

### SegurCaixa Adeslas
Es la compañía especializada en seguros de salud de Mutua Madrileña, participada también por CaixaBank, líder en España con una cuota de negocio cercana al 30%. El cuadro médico está formado por más de 43.000 especialistas, más de 1.100 centros de atención médica y más de 300 clínicas concertadas en toda España.
En 2011, Mutua Madrileña compra el 50% de las acciones de SegurCaixa Adeslas a La Caixa. Tras la operación, Mutua Madrileña integró a SegurCaixa Adeslas en su grupo empresarial. Al mismo tiempo Aresa se ha integrado en la nueva estructura dando lugar a la mayor compañía de seguros de salud de España.
En 2017, SegurCaixa Adeslas obtuvo unos ingresos por primas de 3.547 millones de euros, un 7,8% más que el año anterior. Su beneficio neto alcanzó los 314 millones de euros, un 23,3% más que en el ejercicio anterior.
En 2023, SegurCaixa Adeslas superó los 6,2 millones de asegurados y obtuvo unos ingresos por primas de 3.552 millones de euros, un 12,1% más que en 2022.

### Autoclub Mutua
Es la compañía del grupo Mutua Madrileña que ofrece asistencia en carretera. Originalmente se llamaba Autoclub Repsol, ya que era propiedad de Repsol (quien controlaba el 50,1% del capital, frente al 29,5% de Mutua Madrileña y el 20,4% de Aon Gil y Carvajal). En 2006, Mutua Madrileña decidió hacerse con la totalidad de la compañía que pasó a denominarse Autoclub Mutua.

### MM Hogar
Es la compañía especializada en seguros de hogar de Mutua Madrileña. A cierre de 2017, la compañía contaba con cerca de 300.000 pólizas en cartera.

### Mutua Inmobiliaria
Es el área del Grupo Mutua Madrileña que gestiona y explota el patrimonio inmobiliario de Mutua Madrileña, formado por 23 inmuebles con una superficie total de 203.000 metros cuadrados (168.000 de ellos están destinados al alquiler) valorados en 1.465 millones de euros a cierre de 2022. La mayoría de los edificios gestionados se ubican en el eje del Paseo de la Castellana de Madrid. Entre sus edificios más emblemáticos están las Torres de Colón considerado de Consumo Casi Nulo (CNN), La Pirámide, Castellana 110 o la Torre de Cristal, en el distrito financiero de las Cuatro Torres de Madrid.

### Fundación Mutua Madrileña
La Fundación Mutua Madrileña nació en 2003 como una Fundación de Investigación Médica, con el objetivo de contribuir al desarrollo de la investigación médica en España. Para ello, desde ese año comenzó a convocar de forma anual un programa de ayudas a la investigación en el área de la salud. Hasta 2023 se han llevado a cabo más de 1400 proyectos de investigación que han contado con la contribución de la Fundación Mutua Madrileña de más de 68 millones de euros.
En la actualidad, la Fundación Mutua Madrileña es uno de los canales principales a través del cual la compañía lleva a cabo su programa de Responsabilidad Social Corporativa, que está dirigida a todos los grupos de interés de Mutua, principalmente los mutualistas y la sociedad en general. Con el fin de potenciar ese objetivo, en 2009 la Fundación cambió sus estatutos para poder ampliar y diversificar sus actividades hacia nuevas líneas de actuación. Ahora, además de las relacionadas con la salud, desarrolla diferentes iniciativas en el ámbito de la acción social, la acción cultural y la seguridad vial. Uno de los pilares más importantes de la Fundación es la concesión de becas para apoyar en la formación en diversos ámbitos de actividad. Cada año concede, por ejemplo, 40 becas de estudios de posgrado en el extranjero a hijos de mutualistas.
En el área de acción social, además de intentar mejorar la ayuda de colectivos desfavorecidos a través de su Convocatoria Anual de Ayudas a Proyectos Sociales que apoya iniciativas llevadas a cabo por entidades sin ánimo de lucro, tiene dos líneas de trabajo para luchar por el fin de la violencia de género y el acoso escolar.
Cerca de 2,3 millones de personas se han beneficiado directa o indirectamente de los diferentes programas desarrollados en los ámbitos de la salud, la seguridad vial, la difusión de la cultura y el arte y la mejora social de la fundación.

### Movilidad
En el ámbito de la movilidad, Mutua cuenta con su propia compañía de carsharing, Voltio, lanzada a finales de 2022; con Centauro compañía de alquiler de coches sin conductor, con más de 45 años que fue adquirida en julio de 2018 por un importe de 130 millones de euros. También cuenta con las empresas de servicios digitales El Parking e Imbric. En julio de 2024 adquirió Aurgi y Motortown y, mantiene participaciones en Chipi y Cabify.

## Responsabilidad corporativa
En 2017, Mutua Madrileña se situó en el puesto 10 del ranking publicado por el Instituto Merco de empresas más responsables y con mejor gobierno corporativo. Además, Mutua Madrileña fue la mejor empresa para trabajar en España, según ranking anual elaborado ese mismo año por la revista Actualidad Económica.